# Гней Октавій (легат)
Гней Окта́вій (лат. Gnaeus Octavius; бл.92 до н. е. — 53 до н. е.) — військовий діяч Римської республіки.

## Життєпис
Походив з роду Октавіїв. Старший син Гнея Октавія, консула 76 року до н. е. У 54-53 роках до н. е. служив легатом тріумвіра Марка Ліцінія Красса на війні проти Парфії.
У 53 році до н. е. після поразки римлян в битві при Балісі разом з квестором Кассієм скликав військову раду, на якій вирішено було відступати до Карр. В ході відступу з Карр командував авангардом і зумів довести його до гір Сіннака, але залишив безпечне місце, щоб надати допомогу Крассу. Супроводжував того на перемовинах з парфянами і загинув, намагаючись його врятувати.

## Родина
- Гней Октавій
- Марк Октавій